# هندومرز
هندومرز، روستایی است از توابع بخش مرکزی شهرستان نور در استان مازندران ایران.

## جمعیت
این روستا در دهستان میان‌بند قرار دارد و براساس سرشماری مرکز آمار ایران در سال ۱۳۸۵، جمعیت آن ۳۷۲ نفر (۱۰۲خانوار) بوده‌است.